# Élections cantonales de 2011 en Tarn-et-Garonne
Les élections cantonales ont eu lieu les 20 mars 2011 et 27 mars 2011.

## Contexte départemental

### Assemblée départementale sortante
Avant les élections, le conseil général de Tarn-et-Garonne est présidé par Jean-Michel Baylet (PRG). Il comprend 30 conseillers généraux issus des 30 cantons de Tarn-et-Garonne ; 14 d'entre eux sont renouvelables lors de ces élections.
| Parti                             | Sigle | Élus |
| --------------------------------- | ----- | ---- |
| Majorité (22 sièges)              |       |      |
| Parti radical de gauche           | PRG   | 12   |
| Parti socialiste                  | PS    | 8    |
| Divers gauche                     | DVG   | 2    |
| Opposition (8 sièges)             |       |      |
| Divers                            | DIV   | 2    |
| Divers droite                     | DVD   | 5    |
| Union pour un mouvement populaire | UMP   | 1    |
| Président du conseil général      |       |      |
| Jean-Michel Baylet (PRG)          |       |      |

## Résultats à l'échelle du département

### Résultats en nombre de sièges
| Parti  | Sièges mis en jeu | Élus | Évolution |
| ------ | ----------------- | ---- | --------- |
| PRG    | 6                 | 7    | +1        |
| PS     | 3                 | 3    | =         |
| UMP    | 1                 | 1    | =         |
| DVG    | 1                 | 1    | =         |
| DVD    | 2                 | 0    | -2        |
| Divers | 1                 | 2    | +1        |
| PCF    | 1                 | 1    | =         |

### Assemblée départementale à l'issue des élections
| Parti                             | Sigle | Élus |
| --------------------------------- | ----- | ---- |
| Majorité (23 sièges)              |       |      |
| Parti radical de gauche           | PRG   | 13   |
| Parti socialiste                  | PS    | 8    |
| Divers gauche                     | DVG   | 2    |
| Opposition (7 sièges)             |       |      |
| Divers droite                     | DVD   | 3    |
| Divers                            | DIV   | 3    |
| Union pour un mouvement populaire | UMP   | 1    |
| Président du conseil général      |       |      |
| Jean-Michel Baylet (PRG)          |       |      |

## Résultats par canton

### Canton de Beaumont-de-Lomagne
| Candidat       | Candidat          | Étiquette      | Premier tour | Premier tour | Second tour | Second tour |
| Candidat       | Candidat          | Étiquette      | Voix         | %            | Voix        | %           |
| -------------- | ----------------- | -------------- | ------------ | ------------ | ----------- | ----------- |
|                | Jean-Luc Deprince | PRG            | 1 007        | 30,68        | 1 452       | 44,34       |
|                | Jean-Louis Dupont | DVD            | 704          | 21,45        | 1 059       | 32,34       |
|                | Odé Guirbal*      | PS             | 684          | 20,84        | 764         | 23,33       |
|                | Gérard Pello      | SE             | 293          | 8,93         |             |             |
|                | Serge Caro        | FN             | 256          | 7,80         |             |             |
|                | Christelle Bosc   | FG             | 197          | 6,00         |             |             |
|                | Aurélie Corbineau | EELV           | 141          | 4,30         |             |             |
|                |                   |                |              |              |             |             |
| Inscrits       | Inscrits          | Inscrits       | 5 002        | 100,00       | 5 002       | 100,00      |
| Abstentions    | Abstentions       | Abstentions    | 1 653        | 33,05        | 1 597       | 31,93       |
| Votants        | Votants           | Votants        | 3 349        | 66,95        | 3 405       | 68,07       |
| Blancs et nuls | Blancs et nuls    | Blancs et nuls | 67           | 2,00         | 130         | 3,82        |
| Exprimés       | Exprimés          | Exprimés       | 3 282        | 98,00        | 3 275       | 96,18       |

*sortant

### Canton de Castelsarrasin-1
| Candidat       | Candidat              | Étiquette      | Premier tour | Premier tour | Second tour | Second tour |
| Candidat       | Candidat              | Étiquette      | Voix         | %            | Voix        | %           |
| -------------- | --------------------- | -------------- | ------------ | ------------ | ----------- | ----------- |
|                | Jean-Philippe Besiers | DVG            | 838          | 38,41        | 1 425       | 66,22       |
|                | Sylvia Pinel          | PRG            | 489          | 22,41        | 727         | 33,78       |
|                | Sébastien Rodriguez   | FN             | 390          | 17,87        |             |             |
|                | Julie Lafourcade      | UMP            | 216          | 9,90         |             |             |
|                | Françoise Tardin      | FG             | 152          | 6,97         |             |             |
|                | Mariatou Koné         | EELV           | 97           | 4,45         |             |             |
|                |                       |                |              |              |             |             |
| Inscrits       | Inscrits              | Inscrits       | 4 766        | 100,00       | 4 766       | 100,00      |
| Abstentions    | Abstentions           | Abstentions    | 2 535        | 53,19        | 2 474       | 51,91       |
| Votants        | Votants               | Votants        | 2 231        | 46,81        | 2 292       | 48,09       |
| Blancs et nuls | Blancs et nuls        | Blancs et nuls | 49           | 2,20         | 140         | 6,11        |
| Exprimés       | Exprimés              | Exprimés       | 2 182        | 97,80        | 2 152       | 93,89       |

### Canton de Caussade
| Candidat       | Candidat           | Étiquette      | Premier tour | Premier tour | Second tour | Second tour |
| Candidat       | Candidat           | Étiquette      | Voix         | %            | Voix        | %           |
| -------------- | ------------------ | -------------- | ------------ | ------------ | ----------- | ----------- |
|                | François Bonhomme* | DVD            | 1 779        | 28,95        | 2 860       | 47,61       |
|                | Jacques Tabarly    | PRG            | 1 071        | 17,43        | 3 147       | 52,39       |
|                | Jérôme Fabre       | PS             | 1 045        | 17,01        |             |             |
|                | Philippe Digne     | FN             | 776          | 12,63        |             |             |
|                | Monique Ferrero    | NC             | 610          | 9,93         |             |             |
|                | Sébastien Vives    | EELV           | 336          | 5,47         |             |             |
|                | José Ibarz         | DVG            | 277          | 4,51         |             |             |
|                | Paulette Petitel   | PCF            | 251          | 4,08         |             |             |
|                |                    |                |              |              |             |             |
| Inscrits       | Inscrits           | Inscrits       | 10 718       | 100,00       | 10 718      | 100,00      |
| Abstentions    | Abstentions        | Abstentions    | 4 421        | 41,25        | 4 346       | 40,55       |
| Votants        | Votants            | Votants        | 6 297        | 58,75        | 6 372       | 59,45       |
| Blancs et nuls | Blancs et nuls     | Blancs et nuls | 152          | 2,41         | 365         | 5,73        |
| Exprimés       | Exprimés           | Exprimés       | 6 145        | 97,59        | 6 007       | 94,27       |

*sortant

### Canton de Grisolles
| Candidat       | Candidat            | Étiquette      | Premier tour | Premier tour | Second tour | Second tour |
| Candidat       | Candidat            | Étiquette      | Voix         | %            | Voix        | %           |
| -------------- | ------------------- | -------------- | ------------ | ------------ | ----------- | ----------- |
|                | Jean-Marc Pariente* | DVG            | 1 065        | 18,82        | 2 117       | 49,84       |
|                | Patrick Marty       | PS             | 1 002        | 17,70        | 2 131       | 50,16       |
|                | René Magnani        | FN             | 968          | 17,10        |             |             |
|                | Marie-Claude Nègre  | PRG            | 788          | 13,92        |             |             |
|                | Alain Belloc        | DVG            | 713          | 12,60        |             |             |
|                | Xavier Taupiac      | UMP            | 506          | 8,94         |             |             |
|                | Philippe Sabatier   | EELV           | 365          | 6,45         |             |             |
|                | David Pellicer      | PCF            | 253          | 4,47         |             |             |
|                |                     |                |              |              |             |             |
| Inscrits       | Inscrits            | Inscrits       | 11 110       | 100,00       | 11 109      | 100,00      |
| Abstentions    | Abstentions         | Abstentions    | 5 312        | 47,81        | 6 017       | 54,16       |
| Votants        | Votants             | Votants        | 5 798        | 52,19        | 5 092       | 45,84       |
| Blancs et nuls | Blancs et nuls      | Blancs et nuls | 138          | 2,38         | 844         | 16,58       |
| Exprimés       | Exprimés            | Exprimés       | 5 660        | 97,62        | 4 248       | 83,42       |

*sortant

### Canton de Lafrançaise
| Candidat       | Candidat          | Étiquette      | Premier tour | Premier tour | Second tour | Second tour |
| Candidat       | Candidat          | Étiquette      | Voix         | %            | Voix        | %           |
| -------------- | ----------------- | -------------- | ------------ | ------------ | ----------- | ----------- |
|                | Jacques Roset*    | MoDem          | 894          | 38,24        | 1 485       | 69,01       |
|                | Patrick Soulhac   | PRG            | 447          | 19,12        | 667         | 30,99       |
|                | Claude Bua        | FN             | 415          | 17,75        |             |             |
|                | Valérie Rabault   | PS             | 360          | 15,40        |             |             |
|                | Christian Lagasse | EELV           | 222          | 9,50         |             |             |
|                |                   |                |              |              |             |             |
| Inscrits       | Inscrits          | Inscrits       | 4 000        | 100,00       | 4 000       | 100,00      |
| Abstentions    | Abstentions       | Abstentions    | 1 601        | 40,03        | 1 671       | 41,78       |
| Votants        | Votants           | Votants        | 2 399        | 59,98        | 2 329       | 58,23       |
| Blancs et nuls | Blancs et nuls    | Blancs et nuls | 61           | 2,54         | 177         | 7,60        |
| Exprimés       | Exprimés          | Exprimés       | 2 338        | 97,46        | 2 152       | 92,40       |

*sortant

### Canton de Lauzerte
| Candidat       | Candidat         | Étiquette      | Premier tour | Premier tour | Second tour | Second tour |
| Candidat       | Candidat         | Étiquette      | Voix         | %            | Voix        | %           |
| -------------- | ---------------- | -------------- | ------------ | ------------ | ----------- | ----------- |
|                | Bernard Rey      | PRG            | 778          | 31,70        | 1 175       | 47,30       |
|                | Pascal Aurientis | SE             | 673          | 27,42        | 1 309       | 52,70       |
|                | Christian Badoc  | SE             | 420          | 17,11        |             |             |
|                | Bernard Rey      | EELV           | 360          | 14,67        |             |             |
|                | Bernard Rey      | FN             | 223          | 9,09         |             |             |
|                |                  |                |              |              |             |             |
| Inscrits       | Inscrits         | Inscrits       | 3 661        | 100,00       | 3 662       | 100,00      |
| Abstentions    | Abstentions      | Abstentions    | 1 160        | 31,69        | 1 094       | 29,87       |
| Votants        | Votants          | Votants        | 2 501        | 68,31        | 2 568       | 70,13       |
| Blancs et nuls | Blancs et nuls   | Blancs et nuls | 47           | 1,88         | 84          | 3,27        |
| Exprimés       | Exprimés         | Exprimés       | 2 454        | 98,12        | 2 484       | 96,73       |

### Canton de Moissac-2
| Candidat       | Candidat                  | Étiquette      | Premier tour | Premier tour | Second tour | Second tour |
| Candidat       | Candidat                  | Étiquette      | Voix         | %            | Voix        | %           |
| -------------- | ------------------------- | -------------- | ------------ | ------------ | ----------- | ----------- |
|                | Guy-Michel Empociello*    | PRG            | 1 122        | 41,94        | 1 721       | 62,38       |
|                | Marie-Claude Dulac        | FN             | 652          | 24,37        | 1 038       | 37,62       |
|                | Jean-Luc Henryot          | UMP            | 403          | 15,07        |             |             |
|                | Alain Jean                | EELV           | 222          | 8,30         |             |             |
|                | Maximilien Reynes-Dupleix | PCF            | 203          | 7,59         |             |             |
|                | Patrice Charles           | DVD            | 73           | 2,73         |             |             |
|                |                           |                |              |              |             |             |
| Inscrits       | Inscrits                  | Inscrits       | 5 777        | 100,00       | 5 775       | 100,00      |
| Abstentions    | Abstentions               | Abstentions    | 3 029        | 52,43        | 2 807       | 48,61       |
| Votants        | Votants                   | Votants        | 2 748        | 47,57        | 2 968       | 51,39       |
| Blancs et nuls | Blancs et nuls            | Blancs et nuls | 73           | 2,66         | 209         | 7,04        |
| Exprimés       | Exprimés                  | Exprimés       | 2 675        | 97,34        | 2 759       | 92,96       |

*sortant

### Canton de Monclar-de-Quercy
| Candidat       | Candidat            | Étiquette      | Premier tour | Premier tour | Second tour | Second tour |
| Candidat       | Candidat            | Étiquette      | Voix         | %            | Voix        | %           |
| -------------- | ------------------- | -------------- | ------------ | ------------ | ----------- | ----------- |
|                | Jean-Paul Albert*   | UMP            | 641          | 39,18        | 960         | 53,04       |
|                | Marie-Laure Laborie | PS             | 561          | 34,29        | 850         | 46,96       |
|                | André Paya          | FN             | 271          | 16,56        |             |             |
|                | Yann Berthomé       | EELV           | 163          | 9,96         |             |             |
|                |                     |                |              |              |             |             |
| Inscrits       | Inscrits            | Inscrits       | 2 900        | 100,00       | 2 900       | 100,00      |
| Abstentions    | Abstentions         | Abstentions    | 1 214        | 41,86        | 1 013       | 34,93       |
| Votants        | Votants             | Votants        | 1 686        | 58,14        | 1 887       | 65,07       |
| Blancs et nuls | Blancs et nuls      | Blancs et nuls | 50           | 2,97         | 77          | 4,08        |
| Exprimés       | Exprimés            | Exprimés       | 1 636        | 97,03        | 1 810       | 95,92       |

*sortant

### Canton de Montaigu-de-Quercy
| Candidat       | Candidat         | Étiquette      | Premier tour | Premier tour | Second tour | Second tour |
| Candidat       | Candidat         | Étiquette      | Voix         | %            | Voix        | %           |
| -------------- | ---------------- | -------------- | ------------ | ------------ | ----------- | ----------- |
|                | Jean Lavabre*    | PRG            | 523          | 42,94        | 740         | 64,18       |
|                | Michel Albugues  | DVD            | 286          | 23,48        | 413         | 35,82       |
|                | Christian Goul   | SE             | 123          | 10,10        |             |             |
|                | Jacques Valéée   | FN             | 114          | 9,36         |             |             |
|                | Daniel Daumières | PCF            | 93           | 7,64         |             |             |
|                | Francis Debarre  | EELV           | 79           | 6,49         |             |             |
|                |                  |                |              |              |             |             |
| Inscrits       | Inscrits         | Inscrits       | 1 834        | 100,00       | 1 834       | 100,00      |
| Abstentions    | Abstentions      | Abstentions    | 582          | 31,73        | 1 462       | 32,33       |
| Votants        | Votants          | Votants        | 1 252        | 68,27        | 1 462       | 67,67       |
| Blancs et nuls | Blancs et nuls   | Blancs et nuls | 34           | 2,72         | 88          | 4,80        |
| Exprimés       | Exprimés         | Exprimés       | 1 218        | 97,28        | 1 153       | 92,91       |

*sortant

### Canton de Montauban-1
| Candidat       | Candidat          | Étiquette      | Premier tour | Premier tour | Second tour | Second tour |
| Candidat       | Candidat          | Étiquette      | Voix         | %            | Voix        | %           |
| -------------- | ----------------- | -------------- | ------------ | ------------ | ----------- | ----------- |
|                | Roland Garrigues* | PS             | 1 414        | 38,15        | 2 240       | 63,65       |
|                | Alain Gabach      | UMP            | 894          | 24,12        | 1 279       | 36,35       |
|                | Thierry Viallon   | FN             | 732          | 19,75        |             |             |
|                | Rodolphe Portoles | FG             | 395          | 10,66        |             |             |
|                | Anne-Marie Delsol | EELV           | 271          | 7,31         |             |             |
|                |                   |                |              |              |             |             |
| Inscrits       | Inscrits          | Inscrits       | 7 573        | 100,00       | 7 573       | 100,00      |
| Abstentions    | Abstentions       | Abstentions    | 3 767        | 49,74        | 3 777       | 49,87       |
| Votants        | Votants           | Votants        | 3 806        | 50,26        | 3 796       | 50,13       |
| Blancs et nuls | Blancs et nuls    | Blancs et nuls | 100          | 2,63         | 277         | 7,30        |
| Exprimés       | Exprimés          | Exprimés       | 3 706        | 97,37        | 3 519       | 92,70       |

*sortant

### Canton de Montauban-6
| Candidat       | Candidat            | Étiquette      | Premier tour | Premier tour | Second tour | Second tour |
| Candidat       | Candidat            | Étiquette      | Voix         | %            | Voix        | %           |
| -------------- | ------------------- | -------------- | ------------ | ------------ | ----------- | ----------- |
|                | Claude Mouchard*    | PS             | 1 039        | 32,87        | 1 766       | 58,48       |
|                | Pierre-Antoine Lévi | UMP            | 728          | 23,03        | 1 254       | 41,52       |
|                | Francis Azem        | FN             | 429          | 13,57        |             |             |
|                | Sandrine Lagarde    | EELV           | 357          | 11,29        |             |             |
|                | Jeannine Meignan    | FG             | 245          | 7,75         |             |             |
|                | Pierre Poma         | DVD            | 182          | 2,60         |             |             |
|                | Adrien De Santi     | DVD            | 181          | 2,59         |             |             |
|                |                     |                |              |              |             |             |
| Inscrits       | Inscrits            | Inscrits       | 6 985        | 100,00       | 6 985       | 100,00      |
| Abstentions    | Abstentions         | Abstentions    | 3 753        | 53,73        | 3 726       | 53,34       |
| Votants        | Votants             | Votants        | 3 232        | 46,27        | 3 259       | 46,66       |
| Blancs et nuls | Blancs et nuls      | Blancs et nuls | 71           | 2,20         | 239         | 7,33        |
| Exprimés       | Exprimés            | Exprimés       | 3 161        | 97,80        | 3 020       | 92,67       |

*sortant

### Canton de Montpezat-de-Quercy
| Candidat       | Candidat              | Étiquette      | Premier tour | Premier tour |
| Candidat       | Candidat              | Étiquette      | Voix         | %            |
| -------------- | --------------------- | -------------- | ------------ | ------------ |
|                | Raymond Massip*       | PRG            | 882          | 59,39        |
|                | Jean-Michel Roumiguié | UMP            | 391          | 26,33        |
|                | Patrice Georges       | EELV           | 212          | 14,28        |
|                |                       |                |              |              |
| Inscrits       | Inscrits              | Inscrits       | 2 607        | 100,00       |
| Abstentions    | Abstentions           | Abstentions    | 1 052        | 40,35        |
| Votants        | Votants               | Votants        | 1 555        | 59,65        |
| Blancs et nuls | Blancs et nuls        | Blancs et nuls | 70           | 4,50         |
| Exprimés       | Exprimés              | Exprimés       | 1 485        | 95,50        |

*sortant

### Canton de Saint-Antonin-Noble-Val
| Candidat       | Candidat             | Étiquette      | Premier tour | Premier tour | Second tour | Second tour |
| Candidat       | Candidat             | Étiquette      | Voix         | %            | Voix        | %           |
| -------------- | -------------------- | -------------- | ------------ | ------------ | ----------- | ----------- |
|                | Jean-Paul Raynal*    | PRG            | 889          | 38,29        | 1 091       | 100,00      |
|                | Denis Ferté          | PS             | 627          | 27,00        |             |             |
|                | Gérard Agam          | SE             | 413          | 17,79        |             |             |
|                | Jean-François Castel | PG             | 218          | 9,39         |             |             |
|                | Patrice Léonowicz    | EELV           | 175          | 7,54         |             |             |
|                |                      |                |              |              |             |             |
| Inscrits       | Inscrits             | Inscrits       | 3 997        | 100,00       | 3 997       | 100,00      |
| Abstentions    | Abstentions          | Abstentions    | 1 595        | 39,90        | 2 227       | 55,72       |
| Votants        | Votants              | Votants        | 2 402        | 60,10        | 1 770       | 44,28       |
| Blancs et nuls | Blancs et nuls       | Blancs et nuls | 80           | 3,33         | 679         | 38,36       |
| Exprimés       | Exprimés             | Exprimés       | 2 322        | 96,67        | 1 091       | 61,64       |

*sortant

### Canton de Valence d'Agen
| Candidat       | Candidat                 | Étiquette      | Premier tour | Premier tour |
| Candidat       | Candidat                 | Étiquette      | Voix         | %            |
| -------------- | ------------------------ | -------------- | ------------ | ------------ |
|                | Jean-Michel Baylet*      | PRG            | 2 311        | 57,91        |
|                | Christophe Paris         | FN             | 809          | 20,27        |
|                | Nicolas Pompigne-Mognard | UMP            | 320          | 8,02         |
|                | Dominique Denis          | EELV           | 310          | 7,77         |
|                | Maud Jusnel              | PCF            | 241          | 6,04         |
|                |                          |                |              |              |
| Inscrits       | Inscrits                 | Inscrits       | 7 488        | 100,00       |
| Abstentions    | Abstentions              | Abstentions    | 3 396        | 45,35        |
| Votants        | Votants                  | Votants        | 4 092        | 54,65        |
| Blancs et nuls | Blancs et nuls           | Blancs et nuls | 101          | 2,47         |
| Exprimés       | Exprimés                 | Exprimés       | 3 991        | 97,53        |

*sortant